# Udo Mechels
Udo Mechels (Brussel, 10 mei 1976) is een Belgische zanger en songwriter. Als artiest gebruikt hij kortweg zijn voornaam Udo. Hij werd vooral bekend toen hij in 2005 de talentenjacht X Factor won. In 2007 werd hij bovendien de winnaar van het liedjesprogramma Zo is er maar één.

## Carrière

### Udo als zanger
In 2003 deed Udo mee aan de eerste editie van Idool, maar in de halve finale werd hij derde van de tien deelnemers, na Chris D. Morton en Tom Olaerts, die beiden naar de finale doorstootten. In 2005 deed hij mee aan X Factor. Hij won dit programma in december 2005.
Aansluitend bracht hij het album U-Turn uit (dat enkele weken op nummer 1 stond in de Vlaamse albumlijst) en scoorde hij een nummer 1-hit met zijn debuutsingle Isn't it time. Zijn eerste gouden plaat (meer dan 20.000 verkochte exemplaren van U-Turn) nam Udo in ontvangst tijdens het programma Tien om te zien (4 juli 2007). Van het album U-Turn volgden nog de singles Winter in July, Back against the wall en Eyes of a stranger.
In 2006 werd Udo onderscheiden met een TMF Award voor "Beste Nieuwkomer" en won hij tevens een Radio 2 Zomerhit-trofee in de categorie "Doorbraak van het Jaar".
Op 30 maart 2007 won hij alle rondes van -en dus ook- het liedjesprogramma Zo is er maar één op de Vlaamse televisiezender Eén. Hij won dit programma met het liedje Ik mis je zo van Will Tura. De trofee die hij hiermee behaalde was een kunstwerk van 50 cm hoog, met een hart van brons en ontworpen door de Antwerpse kunstenares Hélène Jacubowitz. Het nummer Ik mis je zo bracht Udo op single uit op 19 april 2007, met als B-kant het nummer Tu me manques à mourir, de Franstalige versie van Ik mis je zo. Hiervoor ontving hij een gouden plaat tijdens Tien om te zien. Van Ik mis je zo werden zo'n 6.000 downloads en meer dan 8.000 fysieke singles verkocht.
Als eerbetoon aan Clouseau nam hij het liedje Heb ik ooit gezegd opnieuw op. Dit lied staat op de tribute-cd Braveau Clouseau.

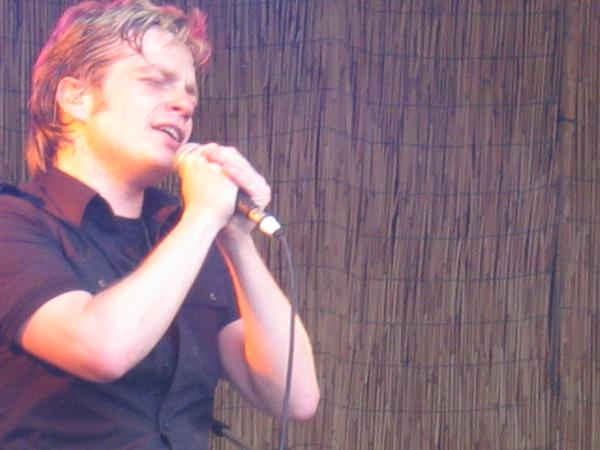
Udo tijdens een optreden.

Een eerste Udo Live! (met 6 bandleden) had plaats op 28 maart 2007 in De Zuiderkroon in Antwerpen. De liveband bestond uit David Demeyere (drums), Jan Samyn (toetsen), Roberto Mercurio (bas), Chris Van Nauw (gitaar), Marva Nielsen en Dany Caen (achtergrondzang).
Met de zangeres Sofie zong Udo het duet Love will keep us alive een paar keer tijdens haar concerten. Deze versie is als B-kant terug te vinden op haar single Ordinary People, die eind 2007 werd uitgebracht.
In februari 2008 werd Udo's tweede album verwacht. 2008 werd ook het jaar van zijn eerste theatertournee, in samenwerking met De Zuiderkroon. De première van deze Soul Sessions on Tour was op 19 februari in de Zuiderkroon in Antwerpen.
Op 27 september 2010 bracht Udo het album Barrières uit, Udo's derde album bij Sony Music. Het bereikte de vierde plaats in de hitlijsten. Aansluitend toerde Udo langs de Vlaamse cultuurcentra met een show waarin hij enkel Nederlandstalige nummers zong. De tour kreeg dan ook de naam "100% Nederlands" mee. Op 22 augustus 2011 bracht Udo de single Ik kom naar huis uit, waarvan de hoes werd ontworpen door cartoonist en songwriter Jens Geerts.
In 2014 deed Udo mee aan Eurosong, de Belgische voorronde voor het Eurovisiesongfestival. Met het nummer Hero (in Flanders fields) wist hij de finale te bereiken, maar kreeg daar in totaal de minste punten.
In 2017 verscheen het album Over prinsen, over draken en in 2018 het album Kerst. Beide albums werden bij Universal uitgebracht.

### Udo als componist
Sinds zijn start als zanger componeert en schrijft Udo zijn eigen nummers. Sinds 2009 is de zanger ook liedjesschrijver voor andere artiesten.
De allereerste winnaar van de Italiaanse versie van X-Factor, Matteo Becucci, won de wedstrijd in 2009 met het lied Impossibile, dat Udo, Stefaan Fernande en Luca Chiaravalli twee jaar eerder in een Engelse versie hadden geschreven. Terwijl Udo zich na het Italiaanse succes concentreerde op zijn zangcarrière, werkten Fernande en Chiaravalli aan andere producties in België (Clouseau) en Italië.
In 2009 nam Radio 2-presentator Herbert Verhaeghe drie door Udo geschreven luisternummers op. Udo's eerste schlager wekte dan weer de interesse van de succesvolle schlagerzangeres Laura Lynn en later Lindsay, maar de platenfirma van beide dames verkoos telkens nummers die bij de platenfirma in uitgave zaten. Het lied Bij jou zijn werd vervolgens in een aangepaste versie uitgebracht door Trisha, echtgenote van Ignace Crombé.
In 2010 vroeg de VRT Udo en schrijfpartner/producer Yannic Fonderie om een team te vormen rond Junior Eurosong-kandidaten. Ze kregen daarbij kandidate Ine toegewezen, voor wie ze het nummer Kusje van mij componeerden.
Popnummers schreef Udo onder andere voor Dean (winnaar Idool 2007) en Mathiz, maar ook in het buitenland kwamen nummers terecht bij artiesten als Andrés Esteche (Zweden), meidengroep Monrose (winnaars van Popstars (Duitsland), Il Quinto (Zuid-Afrika) en Jolin Tsai (Azië).
Met de Belgische cross-over artieste Eva De Roovere en singer-songwriter Kit Hain schreef Udo het nummer Slaapt de zon, dat door De Roovere in 2011 werd uitgebracht. Een andere samenwerking met Eva De Roovere en Sioen, het lied Dansen op U2, bracht Udo in diezelfde periode zelf uit als single. Iets later dat jaar werd een van Udo's co-writes, het duet Crying out for you, uitgebracht door Udo's goede vriendin en dorpsgenote Sandra Kim.
In 2012 nam Udo een sabbatjaar, al bracht de jongensgroep Bandits wel de single 't Kan niet op uit, een co-write tussen Udo en zijn goede vriend en schrijfpartner Stefaan Fernande. In 2013 schreven Udo en Fernande voor dezelfde groep de single Tijdbom. De volgende single van Bandits, het liedje Voorbij, schreef Udo jaren eerder in Stockholm, waar hij met schrijfpartner en vriend Yannic Fonderie op bezoek was bij twee bevriende Zweedse schrijvers. Toen Bandits net opstartte, zag het geen brood in het toenmalige Engelstalige nummer, maar nu brachten ze de song alsnog uit. Wouter Berlaen schreef de Nederlandstalige tekst.
In 2014 maakte Udo wat minder tijd voor nieuwe schrijfsels. Behalve zijn eigen singles De Prinstepolste (opgenomen op vraag van Radio 2) en Zomer in je hart componeerde hij voor Cruz en Tom A. Baldwin het lied Acceptance en schreef hij voor Bandits de ballad Karolien, die in 2015 op het nieuwe album van de groep stond. Ook Broken smile, een duet tussen Udo en Sil, is van Udo's hand.
In 2015 maakte Udo de tekst op Piranha, de zomersingle van Garry Hagger. Zelf bracht hij Get outta my life uit, een lied dat hij drie jaar eerder in Berlijn schreef met producer Alex Wende, tevens producer van Udo Jürgens. In de zomer verscheen het door Udo geschreven lied Omdat ik Vlaming ben, ter gelegenheid van de Vlaamse feestdag gezongen door De Romeo's, Bart Kaëll, Willy Sommers en Garry Hagger. Tijdens de wintermaanden bracht Udo zelf het nummer Zielsveel van jou op de markt.
Midden 2016 tekende Udo een contract in Duitsland. Er volgden onder meer nummers voor zichzelf, maar ook voor Christoff, Lisa (The Voice van Vlaanderen) en Richard Stirton (winnaar van The Voice Zuid-Afrika). Stirton was de vijfde winnaar van een talentenjacht waarvoor Udo - zelf ooit winnaar - een lied schreef.
Sinds 2017 werkt Udo aan een aantal nevenprojecten in het buitenland. Met vallen en opstaan. Zo eindigen twee van zijn songs bijvoorbeeld net niet op het nieuwe succesalbum (meer dan 1 miljoen verkochte exemplaren) van superster Helene Fischer, maar de liedjes vinden nadien wel hun weg naar andere artiesten: Maria Voskania (runner-up van Deutschland sucht den Superstar) en Laura Bretan, winnares van Romania's Got Talent en finaliste van America's Got Talent. In eigen land schrijft Udo mee aan songs van Bart Kaëll, Niels Destadsbader, Ketnetband, Emma De Quick (The Voice Belgique), Luc Caals, Dina Rodrigues, Martine de Jager, Patrick Onzia, Loredana, Nicole & Hugo, Geert Dehertefelt, Eveline Cannoot, Lindsay, Laura Lynn, Jo Vally, The Voice Senior-winnaar John Leo, Sabien Tiels en een resem andere artiesten.
Tijdens de wereldwijde pandemie in 2020 is Udo bijzonder actief als songwriter en richt hij zich onder meer op zijn New Age pianoproject Umeå Bodø.
Andere projecten waarvoor Udo nummers componeerde, zijn onder meer een marketingcampagne van Olvarit (babyvoeding) en de VTM-reeks Happy Singles, waarvoor hij tevens Wake up girl inzong, dat hij schreef met Robert Vlaeyen. Voor het theaterstuk Brasschaatse Huisvrouwen, waarin onder meer Ronn Moss een hoofdrol vertolkt, schreef hij de titelsong Every goodbye is a new start. Samen met Moss schreef Udo de single My Baby's Back, tevens de titel van Moss' in 2018 verschenen album en livetournee doorheen Amerika en een aantal Europese steden. 
Ook voor het theaterstuk La Musica II van Marguerite Duras, in een regie van Paula Bangels (De Spelerij), schrijft Udo extra muziek, waarmee hij acteurs David Cantens en Katrien De Becker op het podium live ondersteunt als derde speler. In opdracht van Theaterhuis Bannan schrijft hij dan weer de muziek van Kinderspel, een monoloog van Margot Hallemans, die in 2022 in première gaat.

### Udo als presentator
In 2009 kreeg Udo zijn eerste presentatieopdracht. Voor VTM presenteerde hij tijdens de zomer het muziekprogramma Hit the Road.
Tijdens de pandemie in 2021 presenteert hij het eerste seizoen van Plus de Son, het Franstalige muziekprogramma van Pickx +, de zender van Proximus.

### Stemmenwerk
Udo zingt radio jingles in voor onder meer Joe, Q-Music, Radio 2, POTZ Music Is Love, Radio Rand en Radio Totaal. Hij zingt eveneens de generiek van Louis Louise (vtm) en van Happy Singles (vtm).

## Persoonlijk
Udo trouwde in 2018 met actrice Leen Dendievel.
Hij is een neef van zangeres en actrice Annie Cordy.

## Discografie

### Albums
| Album met hitnotering(en) in de Vlaamse Ultratop 200 albums | Datum van verschijnen | Datum van binnenkomst | Hoogste positie | Aantal weken | Opmerkingen |
| ----------------------------------------------------------- | --------------------- | --------------------- | --------------- | ------------ | ----------- |
| U-turn                                                      | 05-06-2006            | 10-06-2006            | 1 (1wk)         | 19           | Goud        |
| Good things coming                                          | 24-03-2008            | 29-03-2008            | 12              | 19           |             |
| Barrières                                                   | 27-09-2010            | 02-10-2010            | 4               | 9            |             |
| Over prinsen, over draken                                   | 27-01-2017            | 04-02-2017            | 8               | 19           |             |
| Kerst                                                       | 23-11-2018            | 01-12-2018            | 19              | 6            |             |

### Singles
| Single met hitnotering(en) in de Vlaamse Ultratop 50 | Datum van verschijnen | Datum van binnenkomst | Hoogste positie | Aantal weken | Opmerkingen                                                     |
| ---------------------------------------------------- | --------------------- | --------------------- | --------------- | ------------ | --------------------------------------------------------------- |
| Isn't it time                                        | 21-12-2005            | 31-12-2005            | 1 (6wk)         | 17           |                                                                 |
| Winter in July                                       | 17-04-2006            | 29-04-2006            | 31              | 11           |                                                                 |
| Back against the wall                                | 01-08-2006            | 19-08-2006            | tip4            | -            |                                                                 |
| Eyes of a stranger                                   | 2006                  | 16-12-2006            | tip7            | -            |                                                                 |
| Ik mis je zo / Tu me manques à mourir                | 19-04-2007            | 05-05-2007            | 3               | 22           | Goud Nr. 2 in de Vlaamse Top 10                                 |
| You got a good thing comin'                          | 25-02-2008            | 22-03-2008            | 38              | 4            |                                                                 |
| Beautiful                                            | 14-07-2008            | 26-07-2008            | tip22           | -            |                                                                 |
| Man, I feel like a woman                             | 22-11-2008            | 22-11-2008            | 29              | 8            | Titelsong LouisLouise                                           |
| Voorbij                                              | 28-06-2010            | 31-07-2010            | 34              | 4            | Nr. 3 in de Vlaamse Top 10                                      |
| Verloren hart, verloren droom                        | 13-12-2010            | 05-03-2011            | tip36           | -            |                                                                 |
| Ik kom naar huis                                     | 22-08-2011            | 03-09-2011            | tip37           | -            | Nr. 3 in de Vlaamse Top 10 Coverhoes ontworpen door Jens Geerts |
| You're so hot                                        | 2012                  | 11-08-2012            | tip66           | -            |                                                                 |
| De allermooiste tijd van het jaar                    | 2012                  | 22-12-2012            | tip86           | -            | als onderdeel van A-Stars                                       |
| Magie                                                | 2013                  | 11-05-2013            | tip52           | -            | Nr. 7 in de Vlaamse Top 10                                      |
| De zon, de zon                                       | 12-08-2013            | 17-08-2013            | tip46           | -            | Nr. 10 in de Vlaamse Top 10 Coverhoes ontworpen door fans       |
| De prinstepolste                                     | 2014                  | 14-02-2014            | tip42           | -            |                                                                 |
| Hero (in Flanders fields)                            | 2014                  | 28-02-2014            | tip9            | -            | inzending Eurosong                                              |
| Broken smile                                         | 2014                  | 31-05-2014            | tip24           | -            | met Sil                                                         |
| Zomer in je hart                                     | 2014                  | 28-06-2014            | tip10           | -            | Nr. 5 in de Vlaamse Top 10                                      |
| Get outta my life                                    | 2015                  | 13-06-2015            | tip69           | -            |                                                                 |
| Zielsveel van jou                                    | 2015                  | 19-12-2015            | 46              | 1            | Nr. 6 in de Vlaamse Top 50                                      |
| Flits                                                | 2016                  | 18-06-2016            | tip18           | -            | Nr. 11 in de Vlaamse Top 50                                     |
| Wat als je God zag?                                  | 2017                  | 18-11-2017            | tip33           | -            | Nr. 19 in de Vlaamse Top 50                                     |
| Hier niet ver vandaan                                | 2018                  | 17-11-2018            | tip33           | -            | Nr. 18 in de Vlaamse Top 50                                     |
| Een witte Kerstmis dit jaar                          | 2018                  | 15-12-2018            | tip19           | -            | Nr. 7 in de Vlaamse Top 50                                      |
| Kerstmis in De Haan aan zee                          | 2019                  | 14-12-2019            | tip20           | -            | Nr. 16 in de Vlaamse Top 50                                     |
| Ne partez pas sans moi                               | 2020                  | 14-03-2020            | tip             | -            |                                                                 |
| Viens danser                                         | 2020                  | 06-06-2020            | tip6            | -            | met Makja & Jolyne Vanquaethoven                                |